# Cañas (La Rioja)
Cañas település Spanyolországban, La Rioja autonóm közösségben.  Lakosainak száma 96 fő (2024).

## Népesség
A település népessége az elmúlt években az alábbi módon változott:
| Lakosok száma | 107  | 133  | 102  | 95   | 93   | 88   | 103  | 102  | 89   | 96   |
|               | 2001 | 2004 | 2007 | 2009 | 2012 | 2014 | 2017 | 2019 | 2022 | 2024 |